# 1980年冬季残疾人奥林匹克运动会美国代表团
1980年冬季残疾人奥林匹克运动会美国代表团是美国派出的1980年冬季残疾人奥林匹克运动会代表团。获得4枚金牌、1枚银牌和1枚铜牌。